# 諾默
諾默（挪威語：Nome）是挪威泰勒马克郡的市镇，行政中心为于勒福斯村。市镇面积为430平方公里，人口数量为6,559人（2023年），人口密度为每平方公里17人。